# Polarstationer i Antarktis
En række lande har faste polarforskningsstationer i Antarktis, både helårsbemandede og sommerbemandede.
I alt 30 lande, som alle har underskrevet Antarktistraktaten, driver forskningsstationer på helårsbasis eller sommerbasis på det antarktiske kontinent eller på øer syd for 60° sydlig bredde. Stationerne har samlet omtrent 4.000 personer om sommeren og 1.000 personer, som kan overvintre. Foruden de faste stationer findes hver sommer et antal mindre stationer, som benyttes til feltarbejde (feltstationer).
For at få status som konsultativ part under Antarktistraktaten og dermed voteringsrettigheter i samarbejdet kræves det, at landet driver omfattende forskning i Antarktis.

## Liste over lande med forskningsstationer i Antarktis
| Land            | National Antarktis-organisation                        |
| --------------- | ------------------------------------------------------ |
| Norge*          | Norsk Polarinstitutt                                   |
| Sverige*        | Polarforskningssekretariatet                           |
| Finland*        | Finlands Antarktisforskningsprogram (FINNARP)          |
| Storbritannien* | British Antarctic Survey (BAS)                         |
| Tyskland*       | Alfred-Wegener-Institut für Polar- und Meeresforschung |
| Belgien*        | Belgian Polar Secretariat                              |
| Frankrig*       | Det franske polarinstitutt - Paul Émile Victor         |
| Italien*        | Programma Nazionale de Ricerche in Antartide (PNRA)    |
| Spanien*        | Comité Polar Español (CPE)                             |
| Tjekkiet        | Masaryk-universitetet                                  |
| Bulgarien*      | Bulgarian Antarctic Institute                          |
| Rumænien        | Romanian Polar Research Institute                      |
| Polen*          | Polska Akademia Nauk                                   |
| Rusland*        | Russian Antarctic Expedition (RAE)                     |
| Hviderusland    | The National Academy of Sciences of Belarus            |
| Ukraine*        | National Antarctic Scientific Center                   |
| Sydafrika*      | South African National Antarctic Programme (SANAP)     |
| USA*            | United States Antarctic Program                        |
| Ecuador*        | Programa Antártico Ecuatoriano (PROANTEC)              |
| Peru*           | Comisión Nacional de Asuntos Antárticos (CONAAN)       |
| Brasilien*      | Programa Antártico Brasileiro (PROANTAR)               |
| Uruguay*        | Instituto Antártico Uruguayo (IAU)                     |
| Argentina*      | Instituto Antártico Argentino                          |
| Chile*          | Chilean Antarctic Institute                            |
| Pakistan        | Pakistan Antarctic Programme                           |
| Indien*         | Indian Antarctic Program                               |
| Sydkorea*       | Korea Antarctic Research Program                       |
| Japan*          | National Institute of Polar Research                   |
| Kina*           | Polar Research Institute of China                      |
| Australien*     | Australian Antarctic Division                          |
| New Zealand*    | Antarctica New Zealand                                 |

*Konsultative parter under Antarktistraktaten.
Nederland er eneste konsultative part under Antarktistraktaten uden forskningsstation i Antarktis, men landet har et samarbejde med British Antarctic Survey.

## Liste over forskningsstationer i Antarktis
| Navn                    | Land                 | Etableret | Bemandet             | Beliggenhed                               | Koordinater                                     |
| ----------------------- | -------------------- | --------- | -------------------- | ----------------------------------------- | ----------------------------------------------- |
| Aboa                    | Finland              | 1988      | Sommer               | Dronning Maud Land – Vestfjella           | 73°03′S 13°25′V / 73.050°S 13.417°V             |
| Almirante Brown         | Argentina            | 1951      | Sommer               | Antarktishalvøen – Paradise Bay           | 64°53′S 62°53′V / 64.883°S 62.883°V             |
| Amundsen-Scott          | USA                  | 1957      | Permanent            | Det geografiske sydpolen                  | 89°59′51″S 139°16′22″Ø / 89.99750°S 139.27278°Ø |
| Arctowski               | Polen                | 1977      | Permanent            | Sydshetlandsøerne – King George Island    | 62°09.2′S 058°28.9′V / 62.1533°S 58.4817°V      |
| Artigas                 | Uruguay              | 1984      | Permanent            | Sydshetlandsøerne – King George Island    | 62°11′S 58°54′V / 62.183°S 58.900°V             |
| Arturo Prat             | Chile                | 1947      | Sommer               | Sydshetlandsøerne – Greenwich Island      | 62°30′S 59°41′V / 62.500°S 59.683°V             |
| Asuka                   | Japan                | 1985      | Ubemandet            | Dronning Maud Land                        | 71°31′34″S 24°08′17″Ø / 71.52611°S 24.13806°Ø   |
| Belgrano II             | Argentina            | 1979      | Permanent            | Coats Land – Vahselbugten                 | 77°52′S 34°37′V / 77.867°S 34.617°V             |
| Bellingshausen          | Rusland              | 1968      | Permanent            | Sydshetlandsøerne – King George Island    | 62°11′47″S 58°57′39″V / 62.19639°S 58.96083°V   |
| Bernardo O'Higgins      | Chile                | 1948      | Permanent            | Antarktishalvøen                          | 63°19′S 57°54′V / 63.317°S 57.900°V             |
| Cámara                  | Argentina            | 1953      | Sommer               | Sydshetlandsøerne – Half Moon Island      | 62°36′S 59°54′V / 62.600°S 59.900°V             |
| Casey Station           | Australien           | 1959      | Permanent            | Wilkes Land – Vincennes Bay               | 66°17′S 110°32′Ø / 66.283°S 110.533°Ø           |
| Comandante Ferraz       | Brasilien            | 1984      | Permanent            | Sydshetlandsøerne – King George Island    | 62°05.1′S 58°24.2′V / 62.0850°S 58.4033°V       |
| Concordia               | Frankrig Italien     | 2005      | Permanent            | Antarktisplateauet – Dome C               | 75°06′S 123°20′Ø / 75.100°S 123.333°Ø           |
| Davis Station           | Australien           | 1957      | Permanent            | Princess Elizabeth Land – Vestfold Hills  | 68°35′S 77°58′Ø / 68.583°S 77.967°Ø             |
| Decepción               | Argentina            | 1948      | Sommer               | Sydshetlandsøerne – Deception Island      | 62°58′32″S 60°41′56″V / 62.97556°S 60.69889°V   |
| Dome Fuji               | Japan                | 1995      | Sommer               | Antarktisplateauet – Dome F               | 77°19′01″S 39°42′12″Ø / 77.31694°S 39.70333°Ø   |
| Dumont d'Urville        | Frankrig             | 1956      | Permanent            | Adélie Land                               | 66°40′S 140°00′Ø / 66.667°S 140.000°Ø           |
| Eduardo Frei            | Chile                | 1969      | Permanent            | Sydshetlandsøerne – King George Island    | 62°11.7′S 58°58.7′V / 62.1950°S 58.9783°V       |
| Escudero                | Chile                |           | Permanent            | Sydshetlandsøerne – King George Island    | 62°12.3′S 58°58.5′V / 62.2050°S 58.9750°V       |
| Esperanza               | Argentina            | 1975      | Permanent            | Antarktishalvøen – Hope Bay               | 63°24′S 57°00′V / 63.400°S 57.000°V             |
| Gabriel de Castilla     | Spanien              | 1989      | Sommer               | Sydshetlandsøerne – Deception Island      | 62°58′S 60°41′V / 62.967°S 60.683°V             |
| Gonzáles Videla         | Chile                | 1957      | Sommer               | Antarktishalvøen – Paradise Bay           | 64°49′S 62°52′V / 64.817°S 62.867°V             |
| Great Wall              | Kina                 | 1985      | Permanent            | Sydshetlandsøerne – King George Island    | 62°13′S 58°58.2′V / 62.217°S 58.9700°V          |
| Halley Research Station | Storbritannien       | 1956      | Permanent            | Coats Land – Brunt isbrem                 | 75°35′S 26°34′V / 75.583°S 26.567°V             |
| Jinnah                  | Pakistan             | 1991      | Sommer               | Dronning Maud Land – Syd-Rondane          | 70°24′S 25°45′Ø / 70.400°S 25.750°Ø             |
| Juan Carlos I Base      | Spanien              | 1988      | Sommer               | Sydshetlandsøerne – Livingston Island     | 62°39′S 60°23′V / 62.650°S 60.383°V             |
| Jubany                  | Argentina            | 1953      | Permanent            | Sydshetlandsøerne – King George Island    | 62°14.2′S 58°40.6′V / 62.2367°S 58.6767°V       |
| King Sejong Station     | Sydkorea             | 1988      | Permanent            | Sydshetlandsøerne – King George Island    | 62°13.2′S 58°47′V / 62.2200°S 58.783°V          |
| Kohnen                  | Tyskland             | 2001      | Sommer               | Dronning Maud Land                        | 70°00′S 00°04′Ø / 70.000°S 0.067°Ø              |
| Kunlun Station          | Kina                 | 2009      | Sommer               | Antarktisplateauet – Dome A               | 80°25′01″S 77°06′58″Ø / 80.41694°S 77.11611°Ø   |
| Law-Racoviţă Station    | Rumænien             | 1986      | Sommer               | Princess Elizabeth Land – Larsemann Hills | 69°23′S 76°23′Ø / 69.383°S 76.383°Ø             |
| Leningradskaja          | Rusland              | 1971      | Genåbnet i 2007/2008 | Victoria Land – Oates Coast               | 69°30′S 159°23′Ø / 69.500°S 159.383°Ø           |
| Machu Picchu            | Peru                 | 1989      | Sommer               | Sydshetlandsøerne – King George Island    | 62°05.4′S 58°28.1′V / 62.0900°S 58.4683°V       |
| Maitri                  | Indien               | 1989      | Permanent            | Dronning Maud Land – Vassfjellet          | 70°45.58′S 11°43.56′Ø / 70.75967°S 11.72600°Ø   |
| Marambio Base           | Argentina            | 1969      | Permanent            | Antarktishalvøen – Seymourøya             | 64°14′S 56°37′V / 64.233°S 56.617°V             |
| Mario Zucchelli         | Italien              | 1986      | Sommer               | Rosshavet – Terra Nova Bay                | 74°42′S 164°07′Ø / 74.700°S 164.117°Ø           |
| Matienzo                | Argentina            | 1961      | Sommer               | Antarktishalvøen                          | 64°58′S 60°08′V / 64.967°S 60.133°V             |
| Mawson                  | Australien           | 1954?     | Permanent            | Mac. Robertson Land                       | 67°36′S 62°53′Ø / 67.600°S 62.883°Ø             |
| McMurdo Station         | USA                  | 1956      | Permanent            | Rosshavet – Ross-øen                      | 77°51′S 166°40′Ø / 77.850°S 166.667°Ø           |
| Melchior                | Argentina            | 1947      | Irregulært           | Antarktishalvøen                          | 64°20′S 62°59′V / 64.333°S 62.983°V             |
| Mendel Polar Station    | Tjekkiet             | 2006      | Sommer               | Antarktishalvøen – James Ross Island      | 63°48′S 57°52′V / 63.800°S 57.867°V             |
| Mirnyj                  | Rusland              | 1956      | Permanent            | Davishavet                                | 66°33′07″S 93°00′53″Ø / 66.55194°S 93.01472°Ø   |
| Mizuho                  | Japan                | 1970      | Irregulært           | Dronning Maud Land                        | 70°41′53″S 44°19′54″Ø / 70.69806°S 44.33167°Ø   |
| Molodyozhnaja           | Rusland Hviderusland | 1962      | Genåbnet 2007/2008   | Enderby Land                              | 67°40′18″S 45°51′21″Ø / 67.67167°S 45.85583°Ø   |
| Neumayer III            | Tyskland             | 2009      | Permanent            | Dronning Maud Land – Atkabugten           | 70°40.8′S 08°16.2′V / 70.6800°S 8.2700°V        |
| Novolazarevskaja        | Rusland              | 1961      | Permanent            | Dronning Maud Land – Vassfjeldet          | 70°46′04″S 11°49′54″Ø / 70.76778°S 11.83167°Ø   |
| Orcadas                 | Argentina            | 1904      | Permanent            | Sydorkneyøerne – Laurie Island            | 60°44′S 44°44′V / 60.733°S 44.733°V             |
| Palmer Station          | USA                  | 1968      | Permanent            | Antarktishalvøen – Anvers Island          | 64°46′27″S 64°3′11″V / 64.77417°S 64.05306°V    |
| Pedro Vicente Maldonado | Ecuador              | 1990      |                      | Sydshetlandsøerne – Greenwich Island      | 62°27′S 59°42′V / 62.450°S 59.700°V             |
| Petrel                  | Argentina            | 1967      | Sommer               | Antarktishalvøen – Dundee Island          | 63°28′S 56°17′V / 63.467°S 56.283°V             |
| Primavera               | Argentina            | 1977      | Sommer               | Antarktishalvøen                          | 64°09′S 60°58′V / 64.150°S 60.967°V             |
| Princess Elisabeth      | Belgien              | 2007      | Sommer               | Dronning Maud Land – Utsteinen            | 71°57′S 23°20′Ø / 71.950°S 23.333°Ø             |
| Progress II             | Rusland              | 1988      | Permanent            | Princess Elizabeth Land – Larsemann Hills | 69°22′44″S 76°23′13″Ø / 69.37889°S 76.38694°Ø   |
| Rothera                 | Storbritannien       | 1975      | Permanent            | Antarktishalvøen – Adelaide Island        | 67°34′S 68°08′V / 67.567°S 68.133°V             |
| Russkaya Station        | Rusland              | 1980      | Genåbnet i 2007/2008 | Marie Byrd Land                           | 74°46′S 136°52′V / 74.767°S 136.867°V           |
| San Martín              | Argentina            | 1951      | Permanent            | Antarktishalvøen                          | 68°08′S 67°06′V / 68.133°S 67.100°V             |
| SANAE IV                | Sydafrika            | 1997      | Permanent            | Dronning Maud Land – Vesleskarvet         | 71°40′S 2°51′V / 71.667°S 2.850°V               |
| St. Kliment Ohridski    | Bulgarien            | 1988      | Permanent            | Sydshetlandsøerne – Livingston Island     | 62°38′29″S 60°21′53″V / 62.64139°S 60.36472°V   |
| Scott Base              | New Zealand          | 1957      | Permanent            | Rosshavet – Ross-øen                      | 77°51′S 166°45′Ø / 77.850°S 166.750°Ø           |
| Signy                   | Storbritannien       | 1947      | Sommer               | Sydorkneyøerne – Signy Island             | 60°43′S 45°36′V / 60.717°S 45.600°V             |
| Syowa                   | Japan                | 1957      | Permanent            | Dronning Maud Land – Lützow-Holmbugten    | 69°00′22″S 39°35′24″Ø / 69.00611°S 39.59000°Ø   |
| Svea                    | Sverige              | 1988      | Sommer               | Dronning Maud Land – Heimefrontfjella     | 74°35′S 11°13′V / 74.583°S 11.217°V             |
| Tor                     | Norge                | 1993      | Feltstation          | Dronning Maud Land – Svarthamaren         | 71°53′20″S 05°09′30″Ø / 71.88889°S 5.15833°Ø    |
| Troll                   | Norge                | 1990      | Permanent            | Dronning Maud Land – Jutulsessen          | 72°00′43.5″S 2°31′56″Ø / 72.012083°S 2.53222°Ø  |
| Vernadsky               | Ukraine              | 1994      | Permanent            | Antarktishalvøen – Argentine Islands      | 65°14′S 64°15′V / 65.233°S 64.250°V             |
| Wasa                    | Sverige              | 1989      | Sommer               | Dronning Maud Land – Vestfjella           | 73°03′S 13°25′V / 73.050°S 13.417°V             |
| Vostok                  | Rusland              | 1957      | Permanent            | Antarktisplateauet                        | 78°28′S 106°48′Ø / 78.467°S 106.800°Ø           |
| Zhongshan               | Kina                 | 1989      | Permanent            | Princess Elizabeth Land – Larsemann Hills | 69°22′44″S 76°22′40″Ø / 69.37889°S 76.37778°Ø   |

## Historiske baser og nedlagte forskningsstationer (udvalg)
- Framheim
- Polheim
- Maudheim
- Norway Station
- Faraday Station